# Tormentas y alegría navideñas
Tormentas y alegría navideñas es un cuento escrito por Elizabeth Gaskell publicado en 1848, cuyo título original es "Christmas Storms and Sunshine". La edición en castellano es la segunda parte del libro "El héroe del sepulturero seguido de Tormentas y alegría navideñas".

Este relato se encuentra entre las producciones iniciales de la autora, luego de "The Sexton's Hero" y antes de "Hand and Heart".

## Sinopsis
Tormentas y alegría navideñas es un cuento narrado en tercera persona que desde su inicio desvincula la historia de un tiempo y un lugar específico.
Comienza mencionando los dos periódicos de circulación local, The Flying Post, un periódico con estilo serio y formal y postura política conservadora y The Examiner, un periódico que se caracteriza por artículos en los que se evidencia su espíritu libertario y renovador.

El Sr. Hodgson trabaja en el The Examiner, está casado y tiene un hijo pequeño. El Sr. Jenkins trabaja en el The Flying Post, está casado y su esposa tiene un gato al que dedica toda su atención. Ambas familias viven en el mismo edificio. Ambos protagonistas masculinos tienen cargos equivalentes, cada uno de ellos en su respectivo periódico. Esta imagen de opuestos complementarios será el eje estructural del relato y el origen del conflicto. La autora sintetiza esta rivalidad aludiendo a la expresión “When Greek meets Greek, then comes the tug of war", en el sentido de que cuando se produce un enfrentamiento entre pares, la lucha puede ser feroz.
El conflicto se desata a partir de un hecho menor que involucra al gato de la Sra. Jenkins, que más tarde niega su ayuda a la Sra. Hodgson ante la repentina y peligrosa enfermedad de su pequeño hijo.

Al final de la historia, los Jenkins invitan a cenar a los Hodgson y ambas familias advierten que sus diferencias no son tan grandes.
El mensaje final de la autora se dirige al lector, proponiéndole que ponga fin a las rivalidades o querellas antes del día de Navidad.

## Personajes
- Sr. Hodgson: Trabaja para el periódico The Examiner cuya temática es democrática e inteligente. El Sr. Hodgson se caracteriza por tener una rivalidad con el Sr. Jenkins. Es amable, inteligente, caballeroso y algo tímido en su ambiente laboral, ya que no logra establecerse como figura de poder en el periódico en donde trabaja.
- Sra. Hodgson: Es la esposa del Sr. Hodgson, fiel a su marido y a sus pensamientos. Lo más importante para ella es su familia y el bienestar de su bebé Tom. Tiene celos de la Sra. Jenkins por los lujos que se puede dar.
- Tom: Es el bebé de los Hodgson, quien en la historia sufre de una extraña enfermedad que tiene un riesgo mortal. Terminará siendo la razón por las que las familias dejan atrás sus diferencias representando un símbolo de inocencia y paz.
- Sr. Jenkins: Trabaja para el periódico The Flying post cuya temática es respetable y fanática. Es un hombre seguro y en el ambiente laboral está muy consciente de la autoridad que representa.
- Sra. Jenkins: Es la esposa del Sr. Jenkins la cual también es fiel a su marido y a sus pensamientos. Ella no tiene hijos pero pasa su tiempo libre mimando a su gato. Es una mujer acostumbrada a los lujos y al dinero que le da su esposo, le gusta mucho lo material. Tiene celos de la Sra. Hodgson porque tiene un hijo.
- Fanny: Es la ama de llaves de donde viven ambas familias, siendo un apoyo para Mary cuando el pequeño Tom enferma. También es testigo de la rivalidad entre ambas familias.

## Contexto histórico
Elizabeth Gaskell escribió este relato en la era victoriana temprana, etapa histórica caracterizada por cierta conflictividad social, producto de las reformas políticas implementadas. Las capas más altas de la sociedad, representadas por el partido político conservador — los Tories —, manifestaban sus resistencias ante los cambios que permitían el avance de las capas medias de la sociedad  — representados por el partido Whig —, que demandaban sistemas de poder más liberales y democráticos. A medida que la aristocracia y los grandes propietarios perdían terreno, aumentaban los cuestionamientos acerca de sus modalidades, hábitos y costumbres cotidianos y aún sus criterios morales.